# Orde van de Koningin voor Goede Diensten
De  Orde van de Koningin voor Goede Diensten (Engels: "Queen's Service Order") werd door  Elizabeth II op 13 maart 1975 ingesteld. Deze Nieuw-Zeelandse Ridderorde vervangt de tot op dat moment gebruikte Britse onderscheidingen. De Orde beloont "waardevolle diensten in de maatschappij en verdienste voor de Kroon of in de publieke sector, hetzij in een gekozen, hetzij in een benoemde functie". De onderscheiding wordt niet voor militaire verdiensten verleend.
De dragers zijn "Companions" van de Orde en mogen de letters  "QSO" achter hun naam plaatsen. De leden van de Koninklijke Familie en de Gouverneurs-Generaal kunnen als respectievelijk "extra companions" en "Additional Companions" worden benoemd.
Het kleinood van de Orde is een manukabloem met het portret van de monarch en een rode ring met de aanleiding voor de benoeming. Dat kan dus  "For Public Service" of  "For Community Service" zijn. Boven de ring is de Britse kroon aangebracht.
Het lint heeft opvallende diagonale stapsgewijs verspringende strepen. De kleuren zijn zwart, wit en rood. Men draagt de onderscheiding op de linkerborst.
Aan de Orde is ook een Medaille van de Koningin voor Goede Diensten (Engels: "Queen's Service Medal") verbonden. Deze medaille toont op de voorzijde het portret van de Koningin en op de keerzijde het wapen van Nieuw-Zeeland. Lint en draagwijze zijn gelijk.

## Enige leden en Officieren (functionarissen)
- Souverein: Elizabeth II
- Eerste Companion: Z.E. Hon. Anand Satyanand PCNZM (2006)
- Extra Companions:
  - Z.H.H De Hertog van Edinburgh KG KT OM GBE AC QSO PC (1981)
  - Z.K.H.de Prins van Wales KG KT GCB OM AK QSO PC ADC (1983)
  - H.K.H.Prinses Anne LG LT GCVO QSO (1990)
- Officier:
  - Secretaris: Diane Morcom